# Africallagma vaginale
Africallagma vaginale là một loài chuồn chuồn kim thuộc họ Coenagrionidae. Nó được tìm thấy ở Cộng hòa Dân chủ Congo, Kenya, Tanzania, Uganda, Zambia, và có thể Burundi. Các môi trường sống tự nhiên của chúng là rừng khô và ẩm vùng đất thấp nhiệt đới hoặc cận nhiệt đới, rừng ẩm đất thấp nhiệt đới hoặc cận nhiệt đới, vùng đất ẩm có cây bụi nhiệt đới hoặc cận nhiệt đới, sông, hồ nước, đầm lầy, và đất ngập nước với cây bụi là chủ yếu.